# Rachel Levine
Rachel Leland Levine (28 de octubre de 1957)es una pediatra y política estadounidense. Ha sido secretaria de Salud en Pensilvania y el 19 de enero de 2021, el presidente electo Joe Biden anunció que sería nombrada subsecretaria de Salud; es una de los pocos oficiales transgénero del gobierno de Estados Unidos y la primera en tener un cargo que requiere la aprobación del Senado.
La Casa Blanca se distanció de la propugnación de Levine quien exigía que se eliminase todo tipo de límite de edad para castrar física o químicamente a menores de edad.

## Biografía
Levine ha sido profesora de Pediatría y Psiquiatría en Penn State College of Medicine. Anteriormente, había sido médico generalista en Pensilvania.

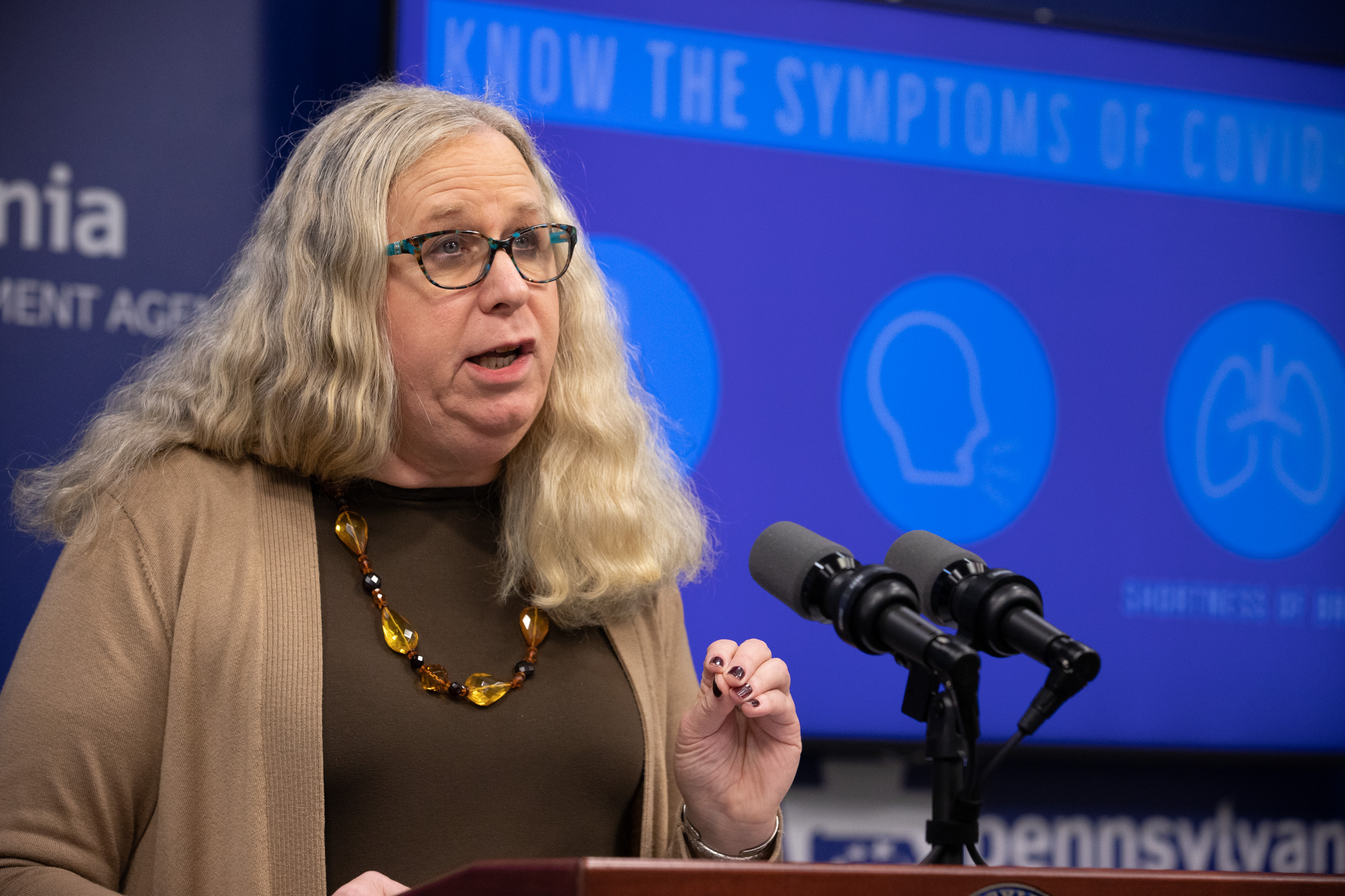
Rachel Levine, en marzo de 2020.

## LGBTI+
Levine ha sido miembro de la junta directiva de la ONG Equality Pennsylvania, una organización de derechos LGBTI+. Levine tiene dos hijos. Comenzó su transición en 2011. Levine se divorció de su esposa Martha Peaslee Levine en 2013.